# Basquash!
Basquash! (バスカッシュ!, basukasshu!) és una producció d'anime d'esports i ciència-ficció previst que va aparèixer a Mainichi Broadcasting System en 2009, que involucra personatges jugant a bàsquet, mentre van pujats en meques. Premissa d'aquesta nova sèrie va ser creada per Thomas Romain i Shoji Kawamori, amb l'animació produïda per Satelight. La direcció del projecte és a càrrec de Shoji Kawamori, mentre que la direcció de la sèrie serà realitzada per Shin Itagaki.